# Burgheßler
Burgheßler ist ein Ortsteil der Gemeinde An der Poststraße im Burgenlandkreis in Sachsen-Anhalt.

## Lage

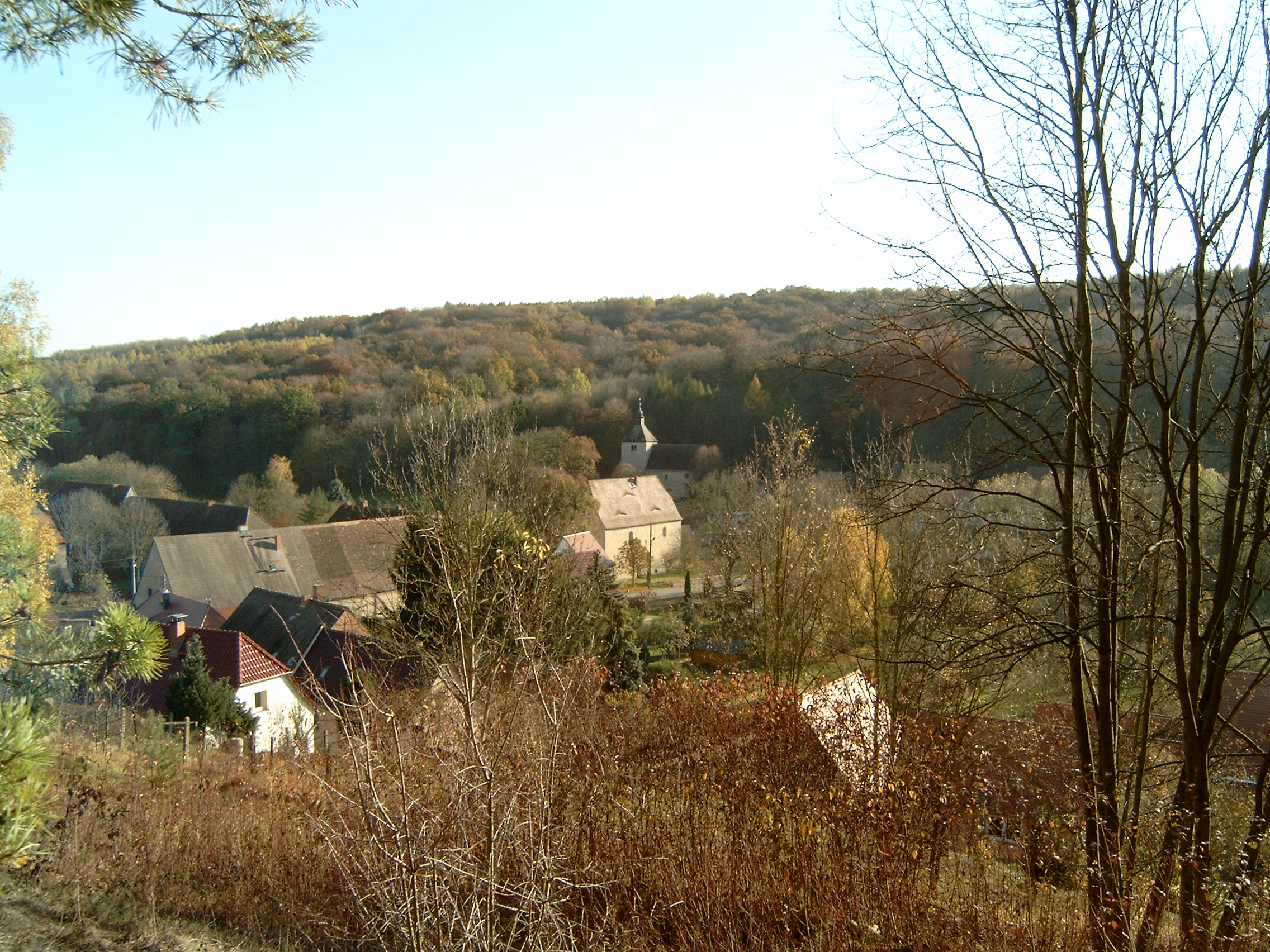
Burgheßler: Blick vom Burgberg auf Gut, Gotisches Haus und Kirche

Burgheßler ist ein Kirchdorf mit ehemaligem Rittergut, acht Kilometer nordöstlich von Eckartsberga, im Tal des Haselbaches gelegen. Das Dorf liegt an der Kreisstraße 2236 zwischen Hohndorf und Klosterhäseler am Südrand eines Ausläufers der Finne.

## Geschichte
Am 6. Januar 1153 wurde das Dorf erstmals urkundlich genannt.
Im Breviarium Sancti Lulli wird unter den Hersfelder Besitztümern Heselere genannt. Das Rittergut war der alte Stammsitz des schon im 12. Jh. vorkommenden landgräflichen Ministerialgeschlechts von Heßler.
1339 wird Heinrich von Burckersroda von den Landgrafen zu Orlamünde mit Markheßler belehnt. Er gilt als der eigentliche Ahnherr und Stammvater des Geschlechtes von Burkersroda. Dem Brauch der Zeit gemäß nahmen diejenigen Burkersroda, die als orlamündische Dienst- und Burgmannen die Burg Heßler bewohnten, den Namen von Heßler als Herkunftsbezeichnung an.
Die Burg Heßler erhielt ihren Namen vermutlich von dem Bach Hasel, der, bei Mariental entspringend und bei Balgstädt in die Unstrut mündend, das südlich verlaufende Tal durchfließt. Sie wurde 1345 im Thüringer Grafenkrieg zerstört, nicht wieder aufgebaut und als Steinbruch für die Bauten des im Tal entstehenden Dorfes verwendet. Hier wurde das Rittergut, das bis 1726 im Besitz der Familie von Heßler blieb, errichtet. Es gehörte zum Amt Eckartsberga des Kurfürstentums Sachsen. Nach dem Tod des Christian Moritz von Heßler fielen die Rittergüter Burgheßler und Klosterhäseler an den Herzog von Sachsen-Weimar heim und wurden seitens des Herzogtums unter die Verwaltung des Amts Roßla gestellt. Da das Kurfürstentum Sachsen zu Lebzeiten des Herzogs die beiden Güter beschlagnahmte, kam es zu Streitigkeiten zwischen dem Kurfürstentum und dem Herzogtum. Am 30. August 1726 wurde das Rittergut Burgheßler schließlich vom königlich polnischen und sächsischen Kanzler Johann Christoph Zeumer erstanden. Dessen Erben besaßen es bis 1806. 1807 ging der Besitz an August Wilhelm, Friedrich August und Wilhelmine Auguste Caroline von Burkersroda. Bis zur Bodenreform 1945 blieb es im Eigentum der Familie von Burkersroda.
Burgheßler wurde als Folge des Wiener Kongresses im Jahr 1815 mit dem Großteil des Amts Eckartsberga an Preußen abgetreten und dem Landkreis Eckartsberga in der Provinz Sachsen zugeordnet, zu dem der Ort bis 1944 gehörte.
Am 1. Juli 1950 wurde die bis dahin eigenständige Gemeinde Hohndorf eingegliedert.

## Sehenswürdigkeiten

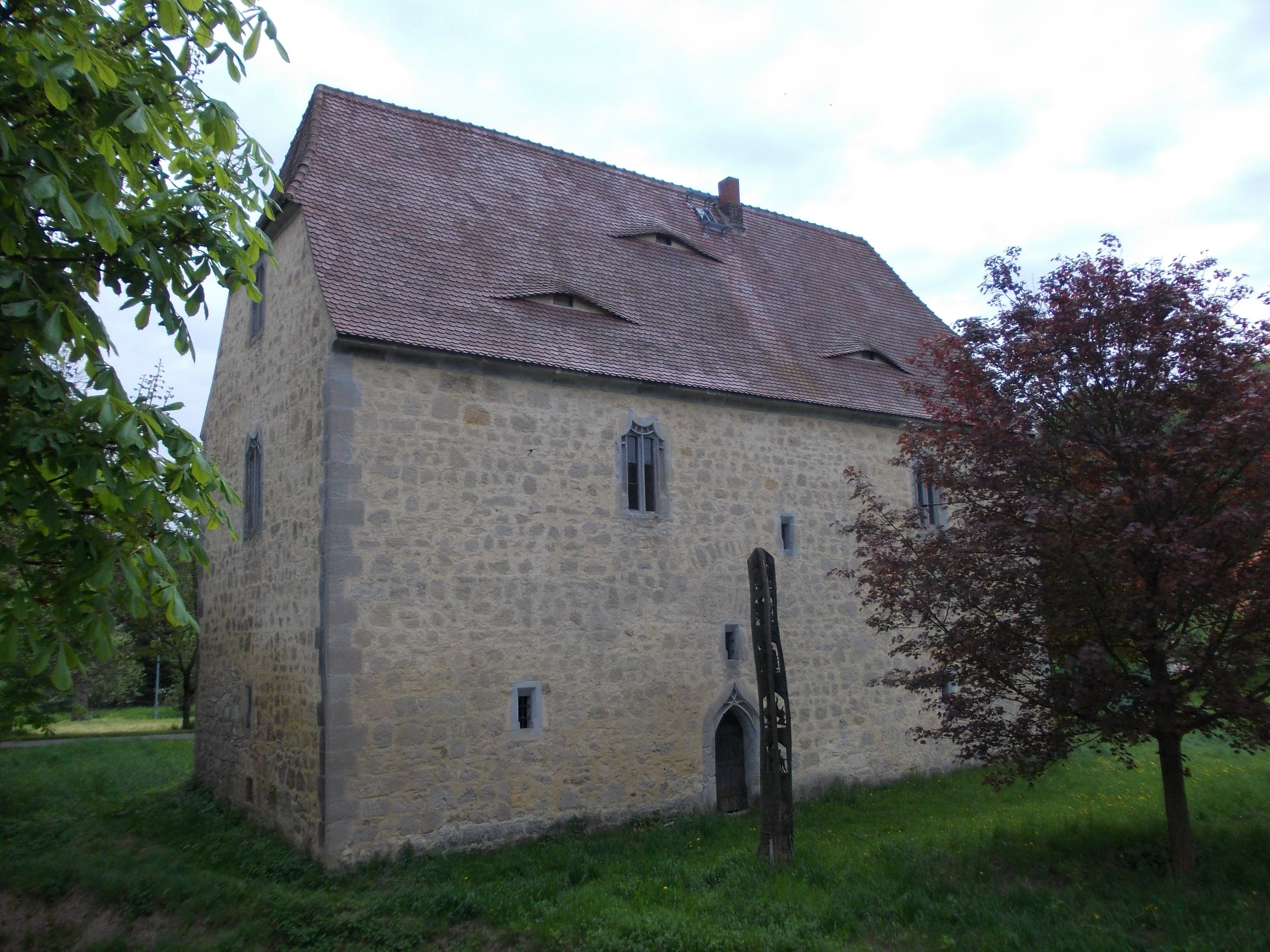
Das Gotische Haus

- Die heute noch vorhandenen Reste des Rittergutes der Familie von Burkersroda wurden 1692 neu errichtet.
- Oberhalb des Ortes, nördlich auf dem Burgberg/Hausberg stand im 12.–14. Jahrhundert die Burg Heßler. Erhalten hat sich davon nur noch ein Brunnenschacht.
- Am südlichen Ende des Dorfes befindet sich am Waldrand die im Ursprung romanische Bonifatius-Kirche mit einer Innenausstattung aus dem 17. Jahrhundert. In ihr findet man Grabsteine und ein Epitaph der Familie von Heßler aus dem 15. und 16. Jahrhundert.
- Das Gotische Haus, das 1493 erbaut wurde, ist am Haselbach gelegen.
- Eine Lindenallee führt vom ehemaligen Gut steil bergan zum Burgberg.

## Söhne und Töchter des Ortes
- Thilo Ziegler (1937–2015), Kommunalpolitiker, Bergmann und Heimatforscher